# Distretto di Suhl
Il distretto di Suhl (Bezirk Suhl) era uno dei 14 distretti in cui era divisa la Repubblica Democratica Tedesca, esistito dal 1952 al 1990.
Capoluogo era la città di Suhl.

## Storia
Il distretto di Suhl fu istituito il 25 luglio 1952 nell'ambito della nuova suddivisione amministrativa della Repubblica Democratica Tedesca (i nuovi distretti sostituivano gli stati federati).
Il distretto fu ricavato dalla parte sud-occidentale dello stato della Turingia.

## Suddivisione amministrativa
Il distretto di Suhl comprendeva 1 circondario urbano (Stadtkreis) e 8 circondari rurali (Landkreise).
- Circondario urbano:
  - Suhl

- Circondari rurali:
  - Bad Salzungen
  - Hildburghausen
  - Ilmenau
  - Meiningen
  - Neuhaus
  - Smalcalda
  - Sonneberg
  - Suhl